# Sari-Sari Falls
Die Sari-Sari Falls sind ein Wasserfall auf der Karibikinsel Dominica.
Der Wasserfall liegt im Parish Saint Patrick. Er  liegt am Eintritt des River Sarisari in die Tiefebene  und in der Nähe der Siedlung La Plaine.